# Huawei AppGallery

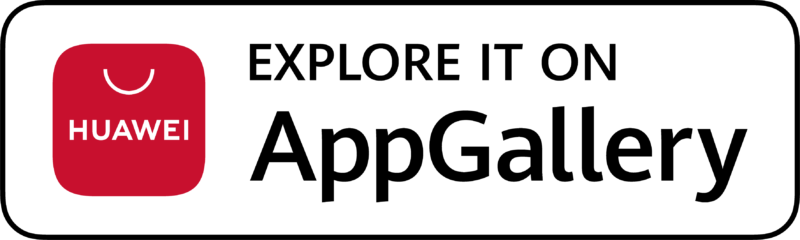
AppGallery badge with 'Explore it on AppGallery' text

Huawei AppGallery (viết tắt AppGallery trên màn hình) là một Hệ thống quản lý gói và ứng dụng phân phối nền tảng, hoặc thị trường 'cửa hàng ứng dụng", được phát triển bởi Công ty TNHH Công nghệ Huawei Google-phát triển mã nguồn mở Android hệ điều hành. AppGallery được sử dụng bởi 420 triệu tài khoản người dùng trên 700 triệu thiết bị Huawei. Huawei AppGallery, ra mắt năm 2011 ở Trung Quốc, và năm 2018 trên toàn thế giới, được cài đặt sẵn với Huawei hoàn toàn mới Thiết bị di động. Khi các thiết bị mới của Huawei mất quyền truy cập vào Google Mobile Services (GMS) và các ứng dụng khác của Google do chiến tranh thương mại Mỹ - Trung vào tháng 5 năm 2019, công ty không thể sử dụng các dịch vụ của Google trên một số điện thoại mới của mình, đặc biệt là Mate 30 và bắt đầu phát hành điện thoại của mình chỉ sử dụng AppGallery và Huawei Mobile Services (HMS) không GMS, Google Play store, và tất cả các ứng dụng khác của Google được cài đặt trên chúng.
Tính đến quý 3 năm 2020, AppGallery đã đạt được 350 tỷ lượt tải xuống ứng dụng. Tính đến  năm 2020, AppGallery đã 490 million người dùng tại hơn 170 quốc gia và khu vực, và gần như 1.6 million Phát triển. Vào ngày 01 tháng 3 năm 2021, AppGallery có hơn 530 triệu người dùng hoạt động và tăng 83% phân phối trong ứng dụng hàng năm.